# Bruchidius montisustis
Bruchidius montisustis là một loài bọ cánh cứng trong họ Bruchidae. Loài này được Van tonder miêu tả khoa học năm 1985.